# 베른하르트 랑거

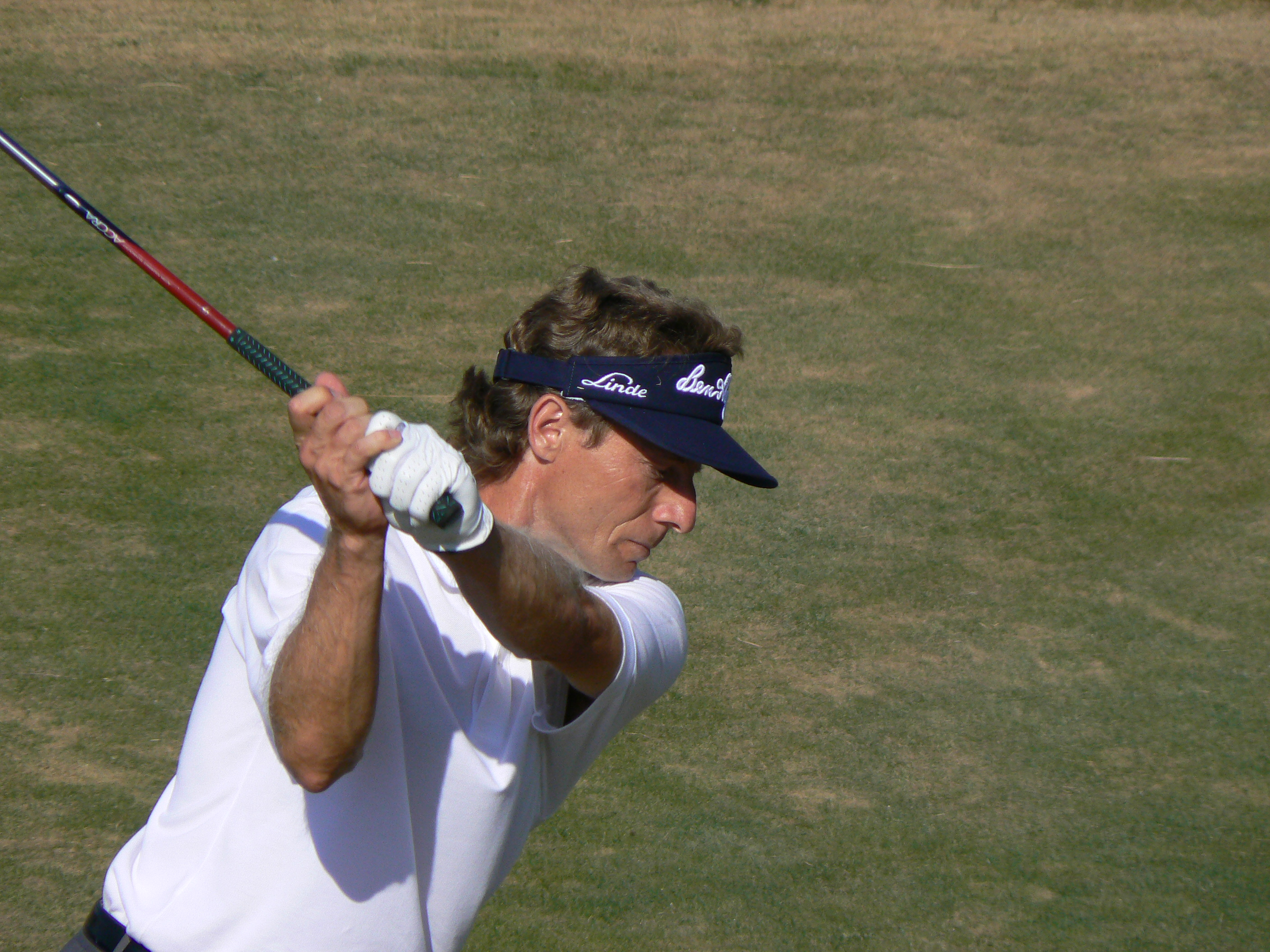
베른하르트 랑거, 2006년

베른하르트 랑거(독일어: Bernhard Langer, 1957년 8월 27일 ~ )는 독일의 골프 선수이다. 1985년, 1993년 두 차례에 걸쳐 마스터즈 토너먼트에서 우승하여 최초로 메이저 대회에서 우승을 차지한 독일인 선수로 기록되었으며 독일 선수 최초로 세계 랭킹 1위를 차지했다. 1985년 제정된 유럽프로골프투어의 올해의 선수상의 최초 수상자이기도 하다. 2002년 명예의 전당에 입성했으며 현재는 시니어 투어에서 활약하고 있다.